# Святотатство

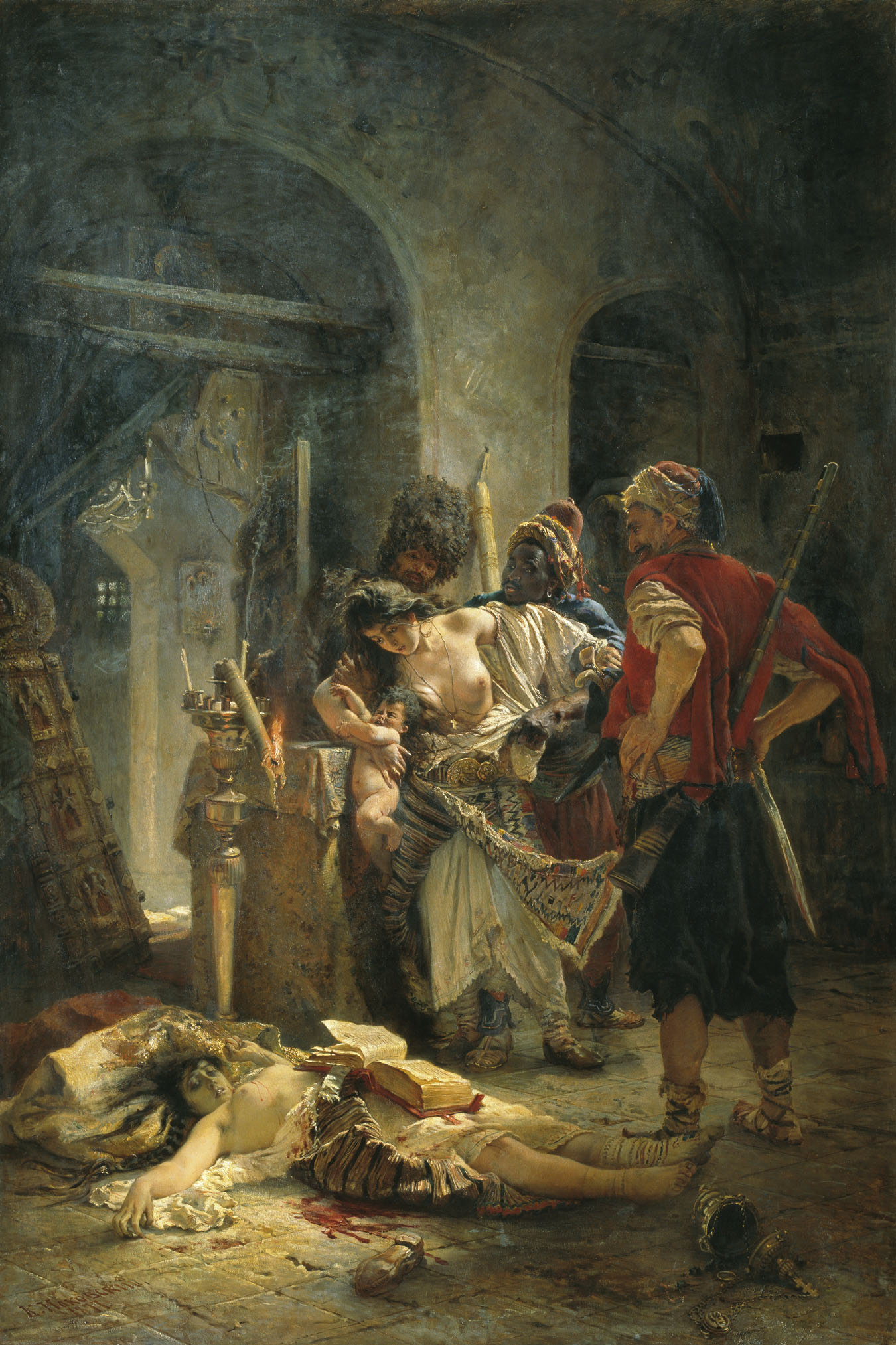
Болгарские мученицы
Константин Маковский, 1877

Святота́тство (др.-греч. ἱερο-σῡλία — «ограбление храма, кража священной утвари» от др.-греч. ἱερός — «священный, святой, божественный» + др.-греч. σῡλάω — «отнимать, похищать», лат. sacrilegium от лат. sacrum — «священный предмет, священная утварь» + лат. lego — «похищать, красть») — оскорбление, осквернение святыни, язвительные насмешки, издевательство, неуважение к правилам жизни или обрядам христианства.

## История
Фома Аквинский видел в кощунстве «непочтительное обращение со священной вещью». К священным вещам он относил священников (personis sacris), священные места (locis sacris) и собственно священные вещи: освящённые сосуды (vasa consecrata), священные образы (imagines sacrae), реликвии.
Русский термин «святотатство» связан с церковнославянским понятием о воровстве — татьбе — и первоначально означал имущественное преступление, направленное на священную или освящённую собственность церкви. Он имеет это значение в словарях русского языка до 1917 года, в каноническом православном церковном праве он сохраняет это значение и в настоящее время. Например, Краткий толковый словарь русского языка, составленный Стояном даёт следующее определение:
святотатство — кража святого, воровство церковной утвари. Осквернение священного
Начиная с 1935 года, со Словаря Ушакова, значение для слова святотатство меняется, оно становится синонимом слова кощунство и богохульство. В Словаре Ушакова:
СВЯТОТАТСТВО, святотатства, мн. нет, ср. (книжн.). 1. Кощунство, богохульство, поругание церковной святыни (первонач. кража церковных вещей; церк.). 2. перен. Оскорбление чего-н. заветного, особенно дорогого, святого.
 Значение «кражи церковного имущества» исчезает, например, в 3 издании БСЭ: 
Святотатство — поругание церковной святыни, кощунство, богохульство. В переносном смысле - оскорбление чего-либо всеми почитаемого
.
 
В современном словоупотреблении порча или причинение ущерба церковному имуществу может квалифицироваться как «осквернение» (в значении вандализма).
Изначально понятия «святотатство» и «кощунство» строго различались. Первое, или «церковная татьба», долгое время вообще рассматривалось как обычное корыстное преступление, и только с 1653 года постепенно стало рассматриваться как преступление против религии. Кощунство по статье 182 Уложения о наказаниях определялось как «язвительные насмешки, доказывающие явное неуважение к правилам или обрядам церкви православной, или вообще христианства». Кощунник, согласно Библии, — насмешник, ругатель, осквернитель.
Объектом кощунства могли быть церковные правила, предметы культа и обряды, но не сама вера, оскорбление которой считалось предметом богохуления, относившегося уже к числу тяжких преступлений.